# Giải bóng đá vô địch quốc gia Ý 1902
Giải bóng đá vô địch quốc gia Ý 1902 là mùa giải thứ năm, với Genoa giành chiến thắng.

## Vòng loại

### Nhóm Piedmont

#### Xếp hạng cuối cùng
| VT | Đội               | ST | T | H | B | BT | BB | HS | Đ | Giành quyền tham dự   |
| -- | ----------------- | -- | - | - | - | -- | -- | -- | - | --------------------- |
| 1  | F.B.C. Torinese   | 3  | 2 | 1 | 0 | 5  | 1  | +4 | 5 | Cần phải có tie-break |
| 1  | Juventus          | 3  | 2 | 1 | 0 | 9  | 1  | +8 | 5 | Cần phải có tie-break |
| 3  | Audace Torino     | 3  | 1 | 0 | 2 | 5  | 10 | −5 | 2 |                       |
| 4  | Ginnastica Torino | 3  | 0 | 0 | 3 | 2  | 9  | −7 | 0 |                       |

#### Kết quả
| Đội 1           | Tỉ số | Đội 2             |
| --------------- | ----- | ----------------- |
| F.B.C. Torinese | 1-1   | Juventus          |
| Audace Torino   | 5-2   | Ginnastica Torino |
| Juventus        | 6-0   | Audace Torino     |
| F.B.C. Torinese | 2-0   | Ginnastica Torino |
| F.B.C. Torinese | 2-0   | Audace Torino     |
| Juventus        | 2-0   | Ginnastica Torino |

#### Tie-breaker
| Đội 1           | Tỉ số | Đội 2    |
| --------------- | ----- | -------- |
| F.B.C. Torinese | 4-1   | Juventus |

### Nhóm Liguria và Lombardy
| Đội 1 | Tỉ số | Đội 2        |
| ----- | ----- | ------------ |
| Genoa | 3-1   | Andrea Doria |
| Genoa | 2-0   | Mediolanum   |

## Bán kết
Thi đấu ngày 6/4
| Đội 1           | Tỉ số | Đội 2 |
| --------------- | ----- | ----- |
| F.B.C. Torinese | 3-4   | Genoa |

## Chung kết
Thi đấu ngày 13/4
| Đội 1 | Tỉ số | Đội 2 |
| ----- | ----- | ----- |
| Genoa | 2-0   | Milan |